# Clinopodium ludens
Clinopodium ludens là một loài thực vật có hoa trong họ Hoa môi. Loài này được (Shinners) A.Pool mô tả khoa học đầu tiên năm 2008.